# معبر ترقوميا
معبر ترقوميا هو معبر يقع بمحافظة الخليل جنوب الضفة الغربية، والى الغرب من مدينة الخليل على بعد 20 كيلومتر، بالقرب من بلدة ترقوميا وإذنا.
يعتبر معبر ترقوميا أحد أكبر المعابر في الجدار الفاصل بين الأراضي الفلسطينية 1967 وأراضي عام 48.
يستخدم لتصدير واستيراد البضائع من إسرائيل إلى جنوب الضفة الغربية عبر ميناء أشدود، وكذلك لمرور الأشخاص والعمال.
مشروع مرور الخط الآمن الذي سيربط بين الضفة الغربية وقطاع غزة (المعبر الآمن) عبر معبر ترقوميا، ولم ينفذ المشروع.